# フラワー観光バス
フラワー観光バス株式会社（フラワーかんこうバス）は、北海道美唄市に本社を置くバス事業者。貸切バス専業事業者であり、本社のある北海道内のほか、成田空港を中心とする千葉県、関西空港を中心とする大阪府にも営業拠点を置く。
自社運行のバスツアー「エフツアー（Fツアー）」を催行するほか、本社所在地の美唄市が運行する自治体バス「美唄市民バス」の運行も受託している。
北海道バス協会会員。日本バス協会が認定する「貸切バス事業者安全性評価認定制度」の認定事業者となっている。

## 概要

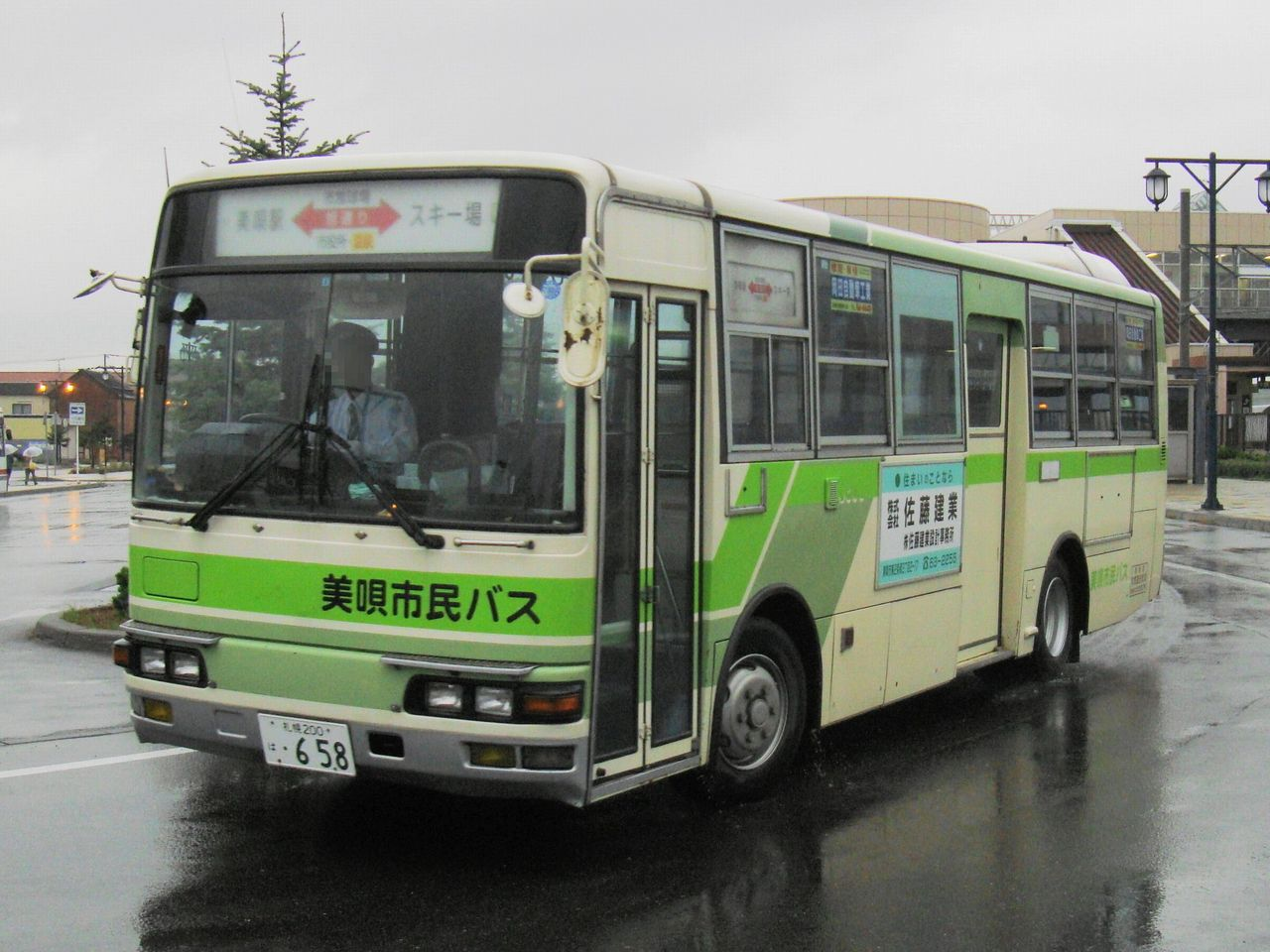
美唄市民バスの車両
（市が保有する自家用バス）
会社公式サイトにこの車両が掲載されている。

会社設立は2001年（平成13年）11月1日。2000年以降のバス事業規制緩和後に設立された事業者である。
2000年代後半からは訪日外国人旅行客が急増し、日本政府も国策として「観光立国」を打ち出すに至った。多数の観光地を有する北海道への訪日外国人観光客も急増し、2013年には東京オリンピックの招致が決定してインバウンド需要はますます増大すると考えられていた。こうした中で当社は、美唄本社、札幌営業所、成田営業所、大阪営業所の各拠点で業務拡大を図り、新車導入などを進めてきた。
一般乗合旅客自動車運送事業（乗合バス）の事業免許は取得しておらず、美唄市民バスの運行受託は貸切バス免許によるものである。

## 沿革
- 2001年（平成13年）11月1日：会社設立[2]。
- 2002年（平成14年）4月1日：美唄市民バス運行開始[9]（前身の「美唄市営バス」から改称し運行内容変更）。
- 2016年（平成28年）6月1日：会社公式ウェブサイトをリニューアル[8]。
- 2021年（令和3年）
  - 10月7日：新型コロナワクチン接種済みの乗客を対象とした限定バスツアーを開始[8]。
  - 12月27日：日本バス協会「貸切バス事業者安全性評価認定制度」三ツ星事業者の認定を受ける[8]。

## 本社・営業所
本社・営業所の所在地は以下のとおり。
- 美唄本社：北海道美唄市東2条北1丁目
- 札幌営業所：北海道北広島市輪厚431-3
- 成田営業所：千葉県成田市新田92-1
- 大阪営業所：大阪府貝塚市脇浜4丁目695-3

## 運行受託路線
- 美唄市民バス「東線」の運行を受託している[4][5]。

## 貸切バス事業区域
北海道における事業区域は、通常は札幌運輸支局管内、旭川運輸支局管内のうち旭川市、深川市、留萌市、富良野市、増毛郡、雨竜郡、上川郡、空知郡、勇払郡占冠村での発着が認められているが、貸切バス事業者安全性評価認定制度による優良事業者に限定した営業区域の弾力的な運用の特例で、2025年（令和7年）4月1日現在北海道全域となっている。
成田営業所においては成田国際空港を中心とした関東圏、大阪営業所においては関西国際空港を中心とした関西圏で事業を行う。

## 車両
2022年6月現在、貸切バス車両41台を保有する。主力は大型観光バスで、美唄本社では大型車のほか、中型車、小型車、マイクロバスを保有する。その他の営業所では大型車のみを保有する。
大型観光バスは日野・セレガ、三菱ふそう・エアロクィーン、小型観光バスは三菱ふそう・エアロミディなどを保有する。

### 車両ギャラリー

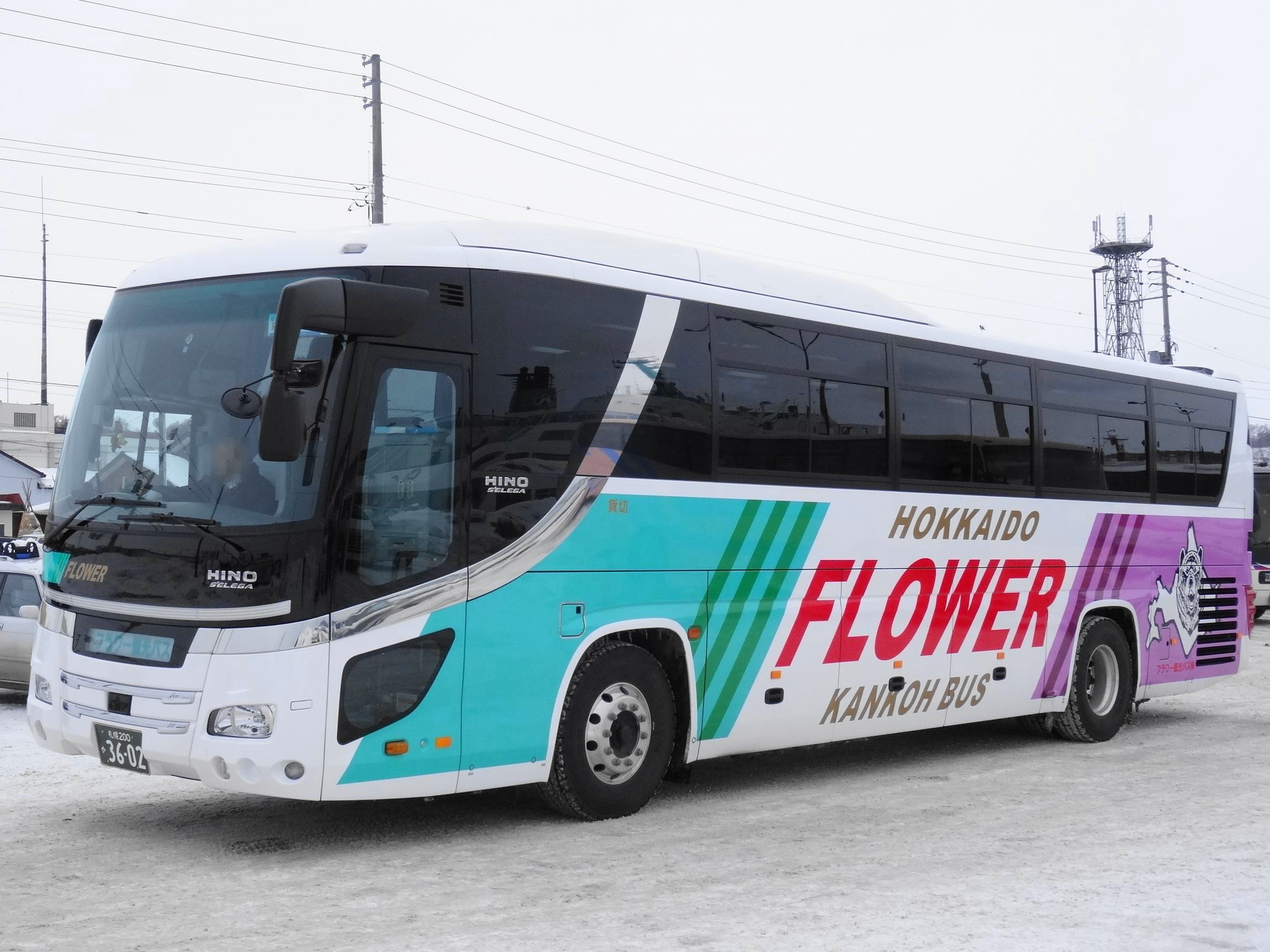
日野・セレガ
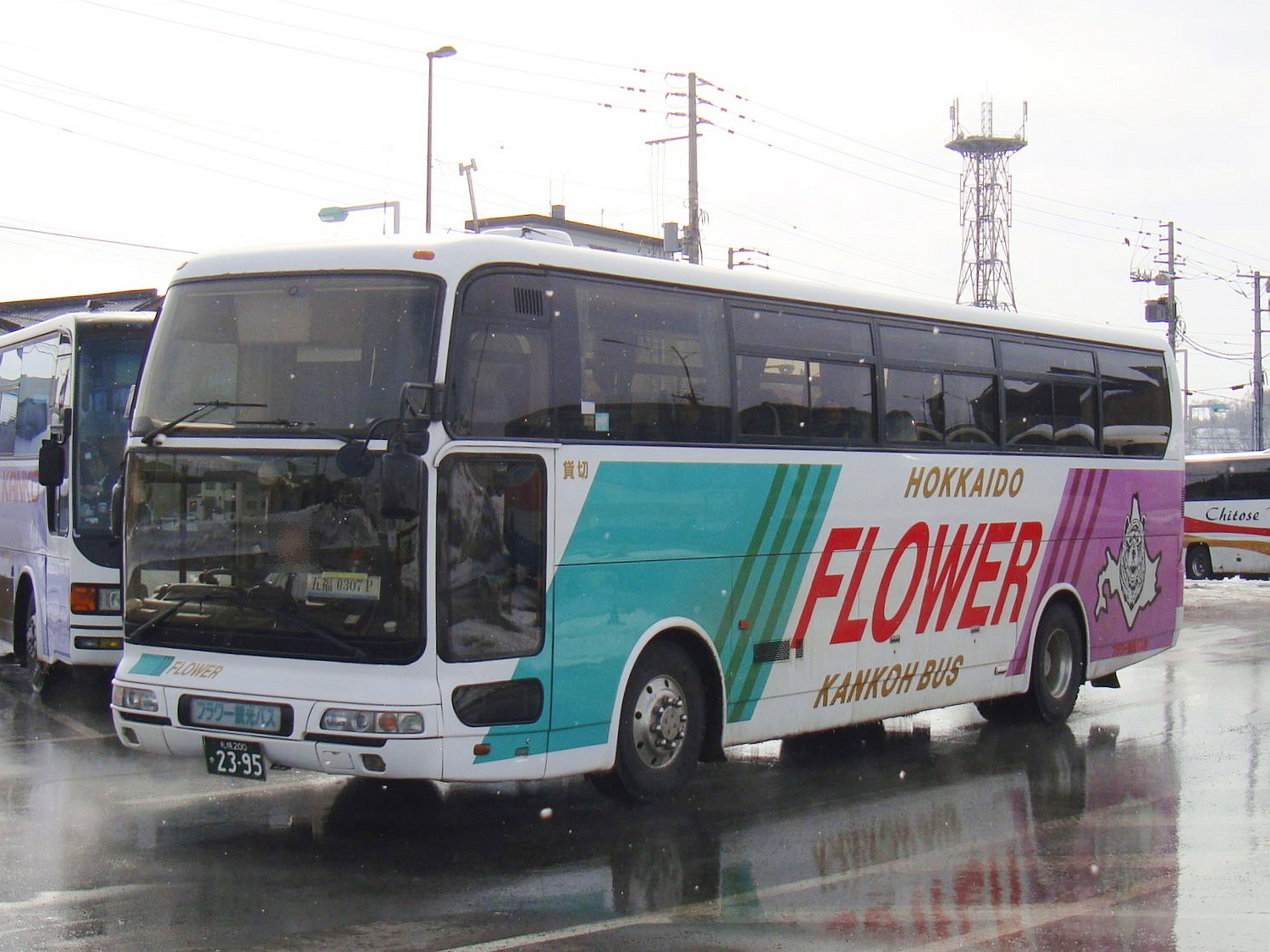
三菱ふそう・エアロクィーンII
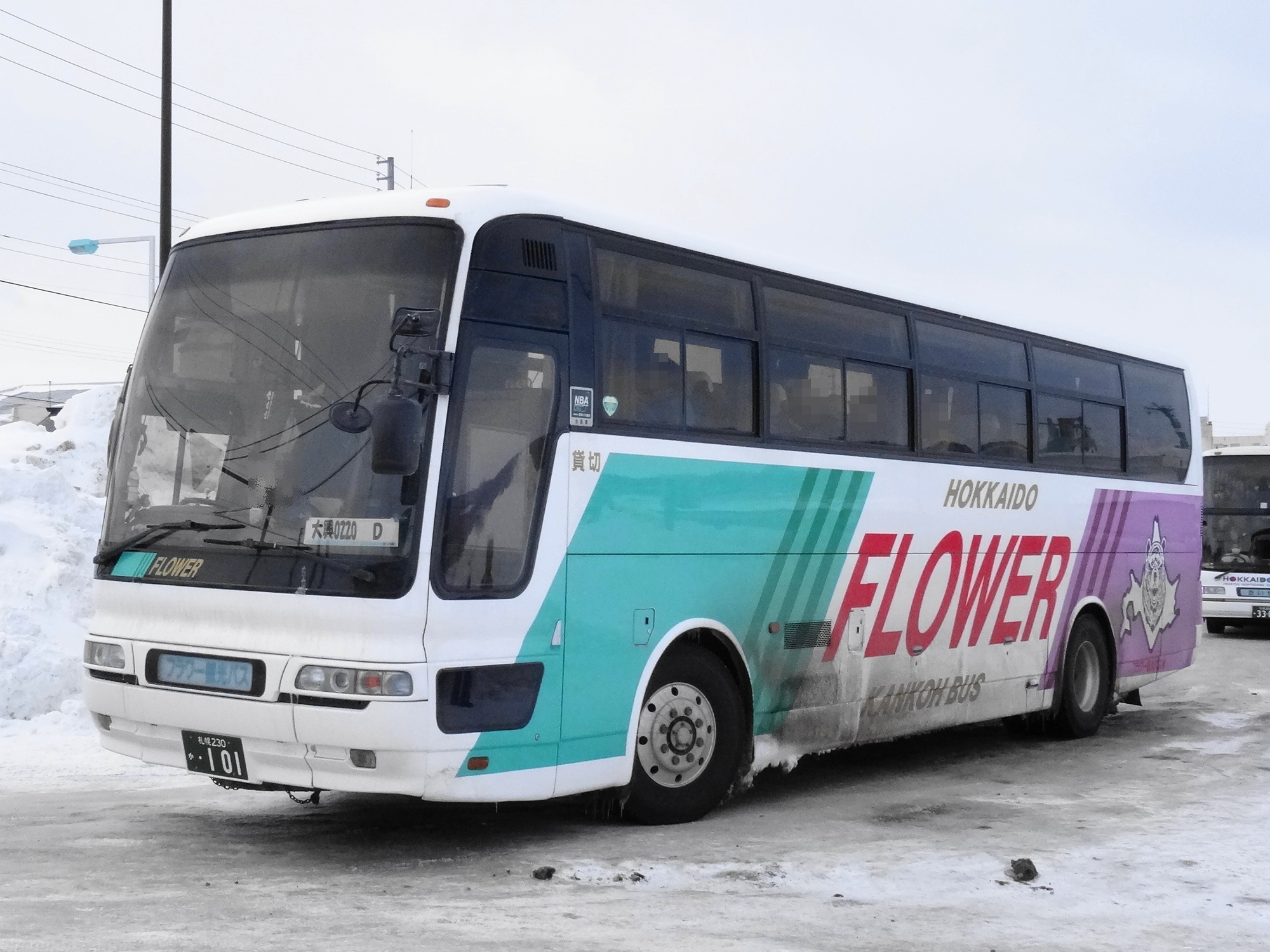
三菱ふそう・エアロクィーンI
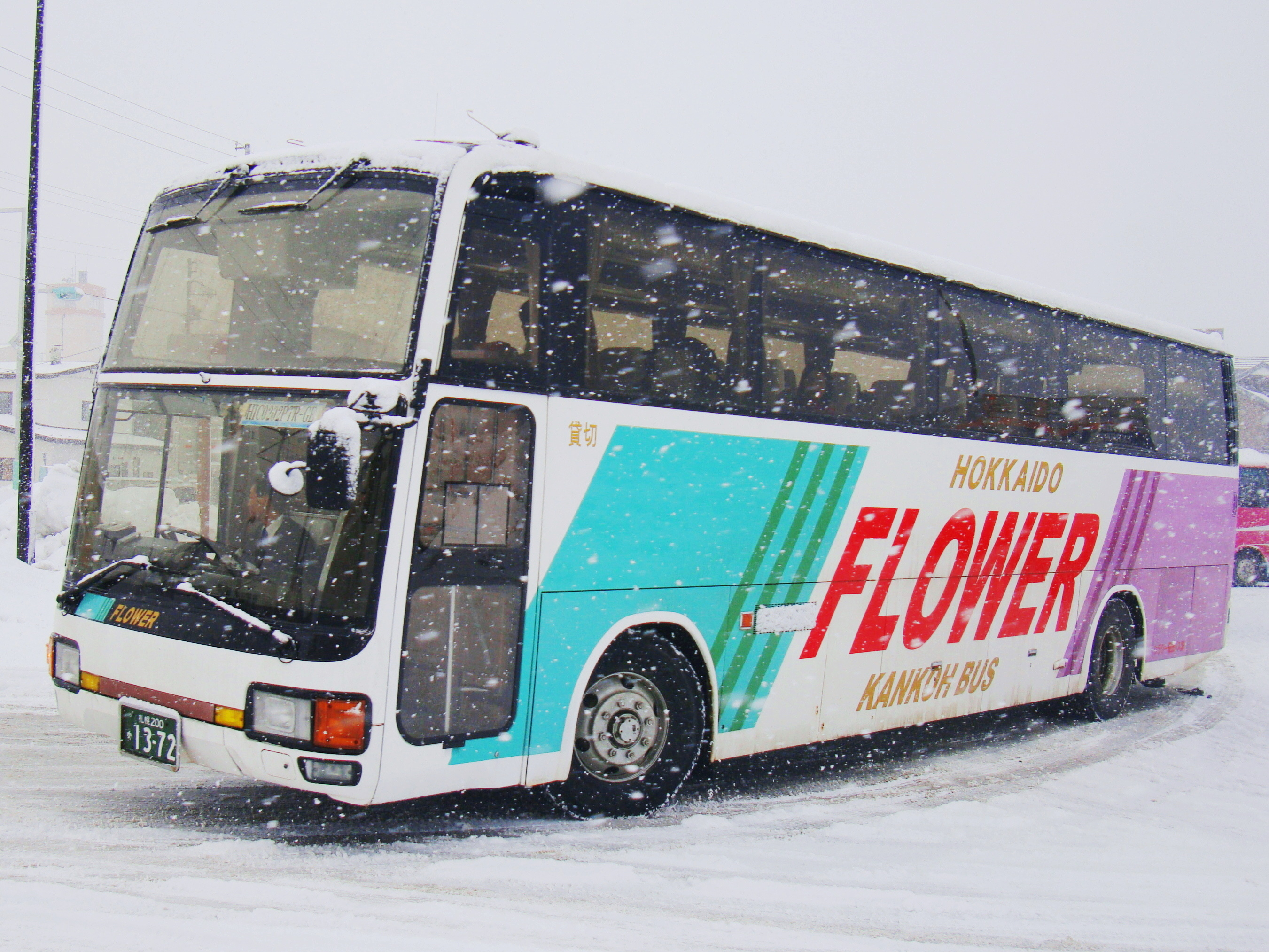
三菱ふそう・エアロクィーンMV
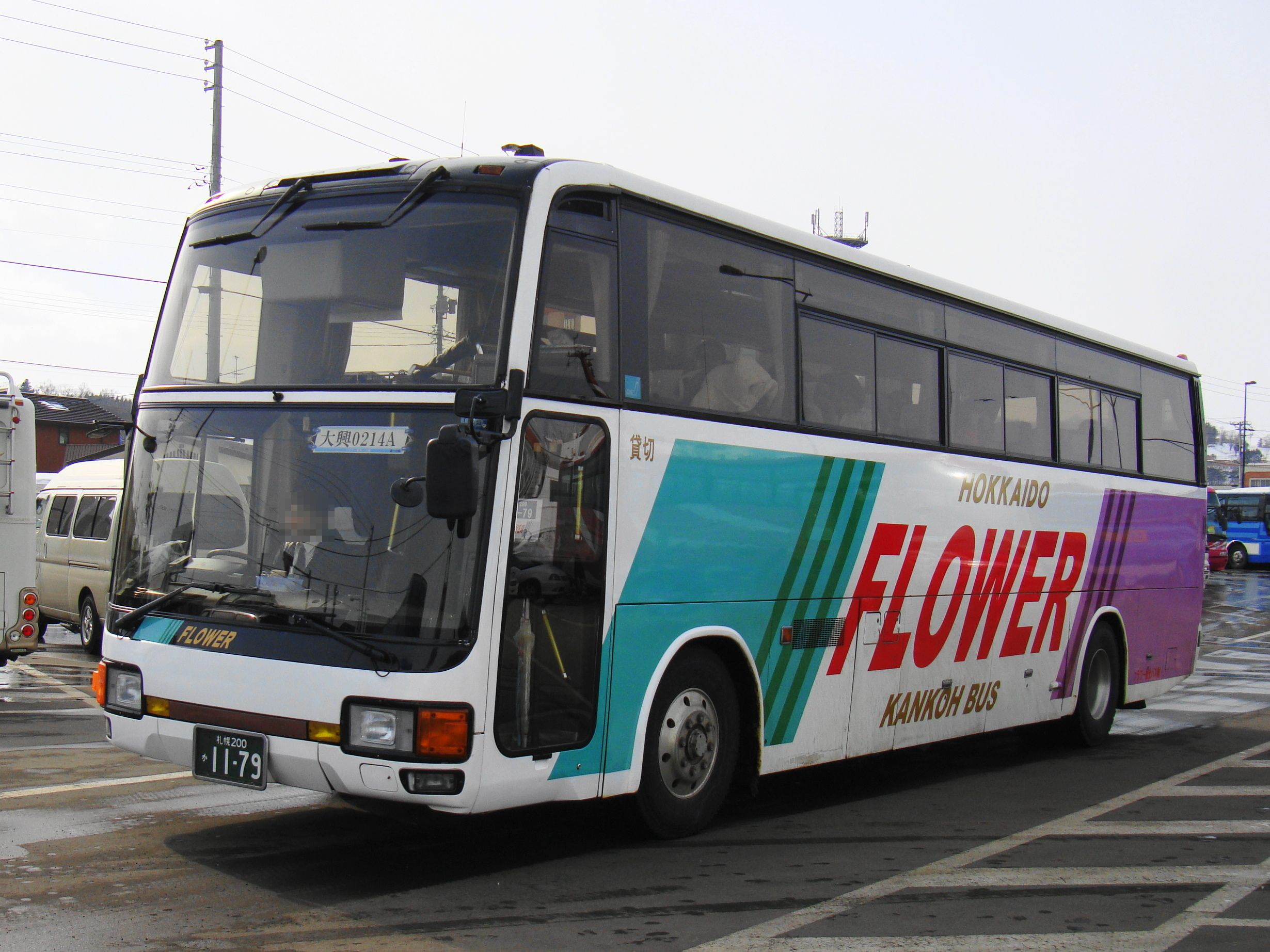
三菱ふそう・エアロクィーンMV